# Dvorecký potok
Dvorecký potok är ett vattendrag i Tjeckien. Det ligger i den centrala delen av landet, 120 km sydost om huvudstaden Prag.